# George Wood
George Wood (født 26. september 1952 i Douglas, Skotland) er en tidligere skotsk fodboldspiller (målmand).
Wood var gennem sine år som aktiv tilknyttet adskillige klubber, ikke mindst i England, hvor han spillede for syv forskellige hold over en periode på tyve år. Han var blandt andet tilknyttet Everton, Arsenal og Crystal Palace. Han spillede desuden fire kampe for det skotske landshold, alle i 1979. Desuden var han reservemålmand for holdet ved VM i 1982 i Spanien.